# 迪克·范阿斯代爾
理查德·阿爾伯特·范阿斯代爾（英語：Richard Albert Van Arsdale，1943年2月22日—2024年12月16日），美國NBA聯盟前職業籃球運動員。
范·阿斯代尔在NBA效力了十二个赛季，其中为尼克斯效力三个赛季，其余时间均在菲尼克斯太阳（1968年选秀首轮被选中）。阿斯代尔后来成为太阳队总经理，目前是球队球员事务高级副总裁。